# Museo de Bielsa
El Museo de Bielsa trata de diversas temáticas relacionadas con la historia de esta población y que tienen relación con la etnografía, el paisaje, la antropología... El museo es una muestra de los fondos del importante centro de documentación y fotográfico que cuenta con alrededor de 20.000 documentos diversos. 
Una parte del museo y del centro de documentación tienen estrecha relación con la batalla conocida como la “bolsa de Bielsa” (establecimiento del frente en esta población) y documentación y abundante material fotográfico sobre los ejércitos de ambos bandos, la evacuación de refugiados y la reconstrucción del pueblo. Tras el largo establecimiento del Frente de Aragón desde prácticamente el principio de la Guerra Civil Española (1936-1939), durante marzo de 1938 este frente se rompe por el avance de las tropas de los militares golpistas. En este contexto, Bielsa queda en manos del ejército republicano pero aislado de cualquier contacto con éste (en el norte queda la frontera con Francia y se encuentra rodeado por tropas franquistas). La ciudad resistirá entre abril y junio de 1938, y tanto el ejército republicano como la población civil (4.000 personas fueron evacuadas) se retirarán de forma ordenada hacia el 15 de junio en dirección a Francia.